# 2020年俄羅斯總統國情咨文
2020年俄羅斯總統國情咨文（俄語：Послание Президента РФ Федеральному Собранию）是俄羅斯總統弗拉基米尔·普京於2020年1月15日（星期三）在馬涅日發表的演講。演講主要討論人口、經濟、醫療和教育，另一關鍵議題是宣布提出憲法修正案並進行全民公投。

## 主要議題

### 支持有孩子的家庭和人口結構
普京提議為3至7歲的兒童提供每月資助，人均收入不超過维生工资的家庭將能夠收到款項。
普京還提議將2006年提出的生育資本支付計畫（第二孩出生的一次性資助）的期限從2020年延長至2026年12月，將第二孩的出生費用再增加15萬盧布（約2,300美元），並同時將現有政策延伸至第一孩。此次改革後，首名孩子出生的家庭將獲得46萬盧布（約7,150美元）的資助，第二名孩子出生的家庭將獲得616,000盧布（約9,600美元）的資助。普京也建議，有三個孩子的家庭將由國家償還高達45萬盧布（約7,000美元）的抵押貸款。
普京表示，此類措施有助刺激俄羅斯的出生率。他表示，國家到2024年“不僅要走出人口陷阱”，還要保證人口可持續自然增長，生育率要達到1.7。

### 教育
普京要求所有地區為一至四年級的學生提供免費、高品質的熱餐，不論其家庭收入如何。
普京提議從聯邦預算中向班主任額外支付至少5,000盧布（現時由地方預算負責），現有的地方津貼應該維持現狀。
普京提議每年增加受政府資助的學生名額的數量，特別是在地方大學。他亦提議改變大學醫學專業的入學程序：在「醫療保健」專業中，目標爲預算名額的70%，在兒科專業中，目標爲預算名額的75%。同時，各地要為畢業生提供就業保障。

### 憲法改革
向聯邦會議傳達的訊息中，提議對憲法提出多項修正案是要點之一。這將顯著改變權力平衡。為了提出這些修正案，普京提議舉行全民公投。
一項修正案將涉及俄羅斯聯邦政府的組成。目前政府的組成如下：總統經国家杜马同意後任命總理，然後根據總理的建議任命副手和聯邦部長。如果修正案獲得通過，國家杜馬將可以任命總理，國家杜馬也將批准副總理和聯邦部長的任命，總統不能拒絕。
下一項修正案將涉及賦予國務委員會正式地位。在演說時，國務委員會只是一個諮詢機構，憲法中沒有提及其地位。
另一項修正案將收緊對總統候選人的要求。修正案通過後，只有以前從未擁有過其他國家的公民身份或居留許可，並且已成為俄羅斯永久居民至少25年的人才能擔任總統，而不是目前的10年。
另一項修正案將要求總統在任命執法機構負責人和地區檢察官時必須與聯邦委員會協商。修正案也將憲法置於國際法之上。

## 後續

### 梅德韋傑夫政府請辭

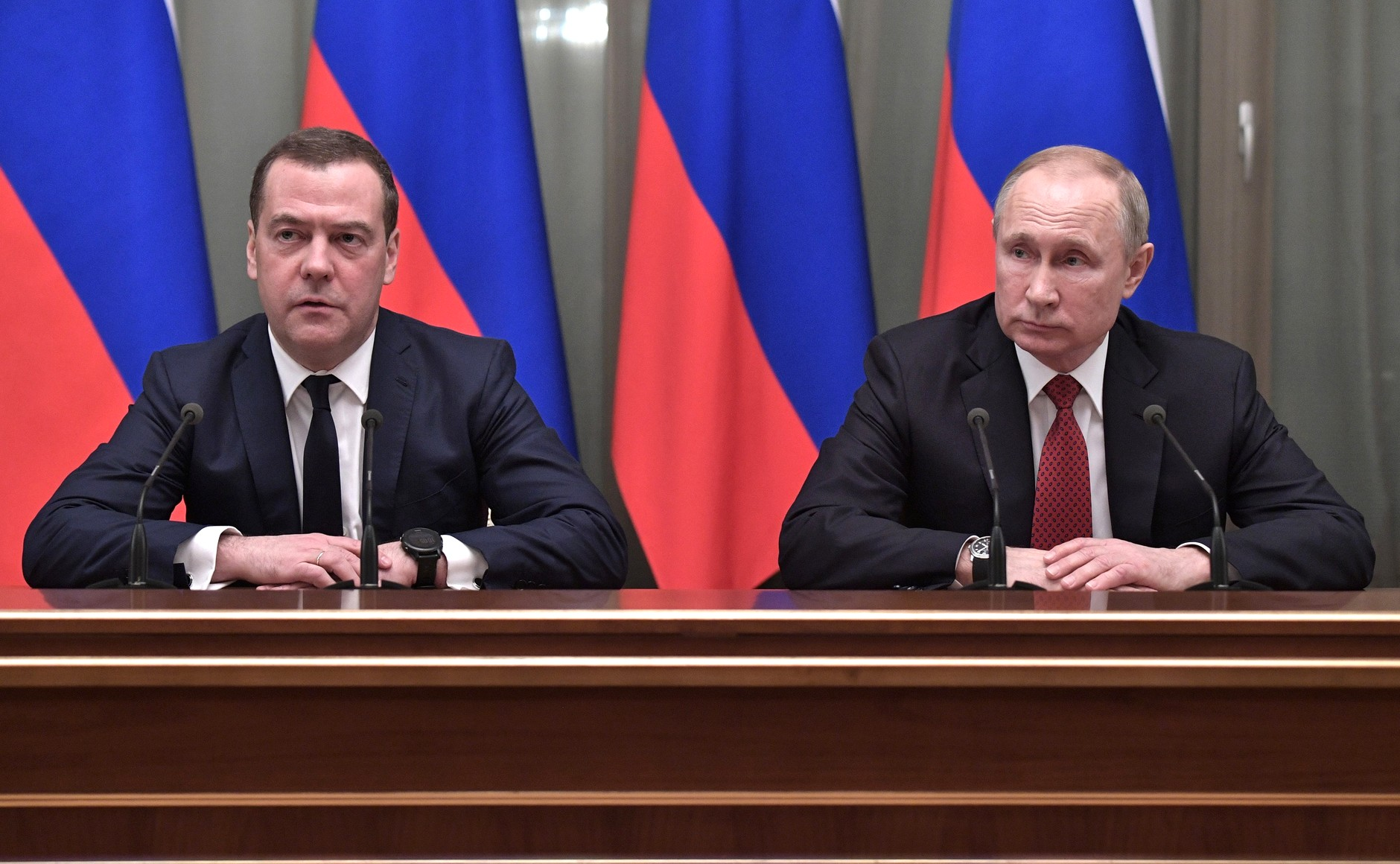
梅德韋傑夫和普京宣布前者的內閣總辭

國情咨文發布後幾個小時，總理德米特里·梅德韦杰夫在俄羅斯政府會議上宣布整個內閣也同時總辭。他認為這是能使普京做出修憲所需決定的必要舉措。同日，普京提名聯邦稅務局局長米哈伊尔·米舒斯京為下一任總理。梅德韋傑夫翌日被任命為俄羅斯聯邦安全會議副主席。

### 成立修改憲法工作小組
2020年1月15日，普京簽署命令，成立起草俄羅斯聯邦憲法修正案提案的工作小組。小組成員共75人，包括議會兩院法律委員會主席安德烈·克里沙斯、帕維爾·克拉申寧尼科夫、多名國家杜馬代表和參議員以及多名公共、文化和體育界人士。

## 覆蓋範圍和收視率
六個聯邦電視頻道轉播了總統向聯邦議會發表的國情咨文，包括第一頻道、俄羅斯-1、俄羅斯24、NTV、Mir和俄羅斯公共電視台。據研究公司表示，超過840萬名俄羅斯人觀看國情咨文的轉播。